# Сіденко Анатолій Васильович
Анатолій Васильович Сіденко (нар. 21 січня 1974) — український футболіст і футбольний тренер, що грав на позиції нападника. Головний тренер латвійської ФС «Єлгава».
Відомий насамперед за виступами у складі клубу вищої української ліги «Прикарпаття» з Івано-Франківська.

## Клубна кар'єра
Анатолій Сіденко розпочав виступи у професійних клубах у 1992 році в команді першої української ліги ЗС «Оріяна» з Києва, яку наступного року перейменували на ЦСК ЗСУ, та яка продовжувала виступи в сезоні 1992—1993 року уже в другій українській лізі. З другої половини 1993 року Сіденко грав у аматорській першості України за клуби «Трансімпекс» та «Оболонь-Зміна», а також у аматорському клубі «Катех» із Броварів. У 1995 році футболіст зіграв 2 матчі в складі клубу третьої ліги «Керамік» з Баранівки, а надалі до середини 1996 року грав у складі броварського «Будівельника». На початку сезону 1996—1997 років Сіденко став гравцем команди другої ліги «Система-Борекс» з Бородянки. У 1998 році Анатолій Сіденко отримав запрошення від команди вищої української ліги «Прикарпаття» з Івано-Франківська, проте зіграв у її складі лише 4 матчі, та на початку 1999 року повернувся до складу бородянської команди, в якій грав до кінця 2001 року. закінчував виступи на футбольних полях у аматорських клубах «Альянс» (Київ) та «Дніпро» (Обухів).